# Funes ou la Mémoire
Funes ou la Mémoire (en espagnol : Funes el memorioso, littéralement « Funes le mémorieux ») est une nouvelle de l'auteur argentin Jorge Luis Borges, publiée pour la première fois en juin 1942 dans La Nación puis en 1944 dans le recueil Fictions.
Borges, qui décrit la nouvelle comme une « métaphore de l'insomnie », y raconte l'histoire d'Ireneo Funes, Uruguayen doté d'une mémoire infaillible après une chute de cheval . D'après le narrateur, cette hypermnésie l'empêche de penser correctement, car « penser c’est oublier des différences, c’est généraliser, abstraire ».
Des similitudes ont été relevées entre ce récit et l'histoire de Solomon Cherechevski, rapportée par le neurologue Alexandre Louria. Mais il n'est pas prouvé que ce cas ait servi d'inspiration à Borges .